# ディーター・ヴィスリツェニー
ディーター・ヴィスリツェニー（ドイツ語: Dieter Wisliceny, 1912年1月13日 – 1948年5月4日）は、ナチス・ドイツの親衛隊（SS）隊員。「ユダヤ人問題の最終的解決」（ホロコースト）に重大な責任がある人物の一人。最終階級は親衛隊少佐。

## 略歴
東プロイセンのレグロヴケン（Regulowken）出身。1933年に国民社会主義ドイツ労働者党（ナチス党）に入党。1934年に親衛隊（SS）に入隊し、SDに配属される。同じ年にSDに入ったアドルフ・アイヒマンと親しくなった。ヴィスリツェニーはアイヒマンの上司を務め、アイヒマンの息子の名付け親になるなどしていた。ヴィスリツェニーは、かつては神学を専攻するなど学識が高く、アイヒマンよりも早くに出世していった。しかし、ヴィスリツェニーの勤務態度は良好とは程遠く、実務は部下に丸投げし、勤務中に歴史書を読むという有様であった。次第に、ヴィスリツェニーとアイヒマンの仲はこじれ、アイヒマンの方は昇進し、地位が逆転する。アイヒマンの見立てでは、ヴィスリツェニーは独身であったため、昇進できなかったとみていた。
ヴィスリツェニーは、1937年4月にベルリンから離任し、1940年8月までダンツィヒのSDに所属する。その後、ヴィスリツェニーは、再びアイヒマンの部下として一時帰任するが、バルカン半島のユダヤ人問題の顧問に着任し、ユダヤ人移送にかかわる。1944年3月になると、ヴィスリツェニーは、アイヒマン指揮下の部隊に所属し、再びアイヒマンとの付き合いが始まり、ヴィスリツェニーは1945年4月までアイヒマンの近辺にいた。終戦後の1946年、ヴィスリツェニーは、ブラチスラヴァで拘束され、アイヒマンについての供述を求められると22ページに渡る報告書を提出した。ヴィスリツェニーが、アイヒマンについて供述した動機としては、終戦後アイヒマンをはじめとする虐殺行為にかかわっていた人物が逃亡したのに対して、疎外感を感じたためや自己保身であったためとされる。
ヴィスリツェニーは、ニュルンベルク裁判でホロコーストについて証言を行なったが、裁判終了後、チェコスロヴァキアに身柄を引き渡され、かつてユダヤ人移送を行なっていたブラチスラヴァで絞首刑となった。